# Carnival Cruise Lines
Carnival Cruise Lines is een Amerikaanse rederij met een groot aantal cruiseschepen.
Het bedrijf is onderdeel van Carnival Corporation & plc. Dit moederbedrijf bezit een aantal cruiselines en is inmiddels het grootste bedrijf in de hele cruisevaartsector. 
Carnival en de zusterbedrijven daarvan, de Holland-Amerika Lijn, Princess Cruises, Cunard Line, Costa Crociere en Seabourn Cruise Line worden wel de the World's Leading Cruise Lines genoemd.

## Schepen

### Fantasy Class
| Schip                | Bouwjaar | In gebruik | Tonnage | Vlag     | Opmerkingen                          |
| -------------------- | -------- | ---------- | ------- | -------- | ------------------------------------ |
| Carnival Fantasy     | 1989     | 1990-2020  | 70.367  | Panama   | eerst Fantasy, hernoemd in 2008.     |
| Carnival Ecstasy     | 1991     | 1991-2022  | 70.367  | Panama   | eerst Ecstasy, hernoemd in 2008.     |
| Carnival Sensation   | 1993     | 1993-2022  | 70.367  | Bahama's | eerst Sensation, hernoemd in 2008.   |
| Carnival Fascination | 1994     | 1994-2020  | 70.367  | Bahama's | eerst Fascination, hernoemd in 2008. |
| Carnival Imagination | 1995     | 1995-2020  | 70.367  | Bahama's | eerst Imagination, hernoemd in 2007. |
| Carnival Inspiration | 1996     | 1996-2020  | 70.367  | Bahama's | eerst Inspiration, hernoemd in 2007. |
| Carnival Elation     | 1998     | 1998-heden | 70.367  | Panama   | eerst Elation, hernoemd in 2007.     |
| Carnival Paradise    | 1998     | 1998-heden | 70.367  | Panama   | eerst Paradise, hernoemd in 2007.    |

### Destiny Class
| Schip            | Bouwjaar | In gebruik | Tonnage | Vlag     | Opmerkingen |
| ---------------- | -------- | ---------- | ------- | -------- | --- |
| Carnival Destiny | 1996     | 1996-heden | 101.353 | Bahama's | Grootste passagiersschip op het moment van de bouw, eerste cruisschip groter dan 100.000 ton. 2013 Omgebouwd naar de Carnival Sunshine, met extra deks en funship 2.0. |
| Carnival Triumph | 1999     | 1999-heden | 101.509 | Bahama's | Een extra dek toegevoegd. In 2019 na 200 miljoen verbouwing omgedoopt tot Carnival Sunrise.                                                                            |
| Carnival Victory | 2000     | 2000-heden | 101.509 | Panama   | Identiek aan de Carnival Triumph. |

### Spirit Class
| Schip            | Bouwjaar | In gebruik | Tonnage | Vlag   | Opmerkingen |
| ---------------- | -------- | ---------- | ------- | ------ | ----------- |
| Carnival Spirit  | 2001     | 2001-heden | 88.500  | Panama |             |
| Carnival Pride   | 2001     | 2001-heden | 88.500  | Panama |             |
| Carnival Legend  | 2002     | 2002-heden | 88.500  | Panama |             |
| Carnival Miracle | 2004     | 2004-heden | 88.500  | Panama |             |

### Conquest Class
| Schip             | Bouwjaar | In gebruik | Tonnage | Vlag   | Opmerkingen |
| ----------------- | -------- | ---------- | ------- | ------ | ----------- |
| Carnival Conquest | 2002     | 2002-heden | 110.000 | Panama |             |
| Carnival Glory    | 2003     | 2003-heden | 110.000 | Panama |             |
| Carnival Valor    | 2004     | 2004-heden | 110.000 | Panama |             |
| Carnival Liberty  | 2005     | 2005-heden | 110.000 | Panama |             |
| Carnival Freedom  | 2007     | 2007-heden | 110.000 | Panama |             |

### Splendor class
| Schip             | Bouwjaar | In gebruik | Tonnage | Vlag   | Opmerkingen |
| ----------------- | -------- | ---------- | ------- | ------ | --- |
| Carnival Splendor | 2008     | 2008–heden | 113.300 | Panama | Oorspronkelijk besteld als een schip uit de Conquest-klasse, maar toch daarna in de Splendor-klasse vanwege het tonnage. |

### Dream class
| Schip           | Bouwjaar | In gebruik | Tonnage | Vlag            | Opmerkingen                                          |
| --------------- | -------- | ---------- | ------- | --------------- | ---------------------------------------------------- |
| Carnival Dream  | 2009     | 2009–heden | 130.000 | Vlag van Panama | Was bij bouw grootste schip gebouwd door Fincantieri |
| Carnival Magic  | 2011     | 2011-heden | 130.000 | Vlag van Panama |                                                      |
| Carnival Breeze |          | lente 2012 | 130.000 | Vlag van Panama |                                                      |

### Vista class
| Schip             | Bouwjaar | In gebruik | Tonnage   | Vlag            | Opmerkingen                                          |
| ----------------- | -------- | ---------- | --------- | --------------- | ---------------------------------------------------- |
| Carnival Vista    | 2016     | 2016–heden | 133.500   | Vlag van Panama | Was bij bouw grootste schip gebouwd door Fincantieri |
| Carnival Horizon  | 2018     | 2018–heden | 133.500   | Vlag van Panama |                                                      |
| Carnival Panorama | 2019     | -          | 133.500   | Vlag van Panama |                                                      |
| Carnival Venezia  | 2019     | -          | ~ 133.500 | Bahama's        |                                                      |
| Carnival Firenze  | 2020     | -          | ~ 133.500 |                 |                                                      |

### XL class
| Schip                | Bouwjaar | In gebruik | Tonnage   | Vlag     | Opmerkingen |
| -------------------- | -------- | ---------- | --------- | -------- | ----------- |
| Mardi Gras           | 2020     | -          | 181.808   | Bahama's |             |
| Carnival Celebration | 2022     | -          | 183.521   | Bahama's |             |
| Carnival Jubilee     | 2023     | -          | ~ 183.521 | PAN      |             |
| Carnival Festivale   | 2027     | -          |           |          |             |

## Bemanning
Net voor de coronacrisis in het cruisetoerisme in 2020 telde Carnaval 92.000 bemanningsleden over 104 schepen. De meeste officieren waren afkomstig uit Italië, het Verenigd Koninkrijk, Nederland, Duitsland en Noorwegen, en het grootste deel van de bemanning uit de Filipijnen, Indonesië en India.